# Cremnosterna plagiata
Cremnosterna plagiata là một loài bọ cánh cứng trong họ Cerambycidae.